# 숙명여자대학교 박물관
숙명여자대학교 박물관(淑明女子大學校 博物館, Sookmyung Women's University Museum)은 서울특별시 용산구에 위치한 사립 대학 박물관이다. 숙명여자대학교가 수집한 유물들을 전시하고 보존하기 위해 1971년 6월 10일에 개관했다. 숙명여자대학교 캠퍼스 내 르네상스 플라자 지하 1층에 전시실을 두고, 학교가 소장한 유물을 전시하는 상설 전시와 특별한 주제를 가지고 유물들을 전시하는 특별 전시를 병행하여 열고 있다. 상설 전시에는 조선 황실 관련 유물, 조선 시대 그림이나 도자기 등이 전시되고 있다. 대한민국 보물 제1077호 근사록과 중요민속자료 제121호 흥완군 의복 등을 소장하고 있다.

## 연혁
- 1971년 6월 10일: 숙명여자대학교 박물관 개관
- 2004년 5월 11일: 숙명여자대학교 르네상스 플라자로 입주

## 관람 안내
- 관람 시간: 10:00 ~ 17:00 (공휴일 휴관)
- 관람료: 무료
- 숙명여자대학교 캠퍼스 내 위치